# Перерозклад
Переро́зклад, також метана́ліз — зміна співвідношення між морфемами всередині слова на різних етапах розвитку мови. Перерозклад полягає в тому, що звуки однієї морфеми (чи вся морфема) відходять до іншої, сусідньої морфеми, внаслідок чого межі між морфемами переміщуються і в пізнішу епоху слово членується по-іншому, не так, як раніше. Слово залишається похідним, але морфологічна структура його виявляється іншою, ніж у попередні епохи.

## Види
Розрізняють такі види перерозкладу:
- перерозклад між основою і закінченням («скорочення основи на користь закінчення» — так назвав цей випадок Бодуен де Куртене): рук-а, гопов-а, трав-а і подібні в сучасній мові мають основи рук-, голов-, трав-, а раніше до складу основи входило й -а (це були іменники основи на *-а);
- перерозподіл між суфіксами, в результаті чого українська мова збагатилася суфіксами -ник, -чик, -енн(я), -івн-, -ічн- (-ичн-) тощо, напр.: лісник, щоденник, освітлення, льотчик, сановний, геологічний тощо;
- перерозклад між префіксами збагатив українську мову новими префіксами: недо- (недочитати), зне- (знешкодити), обез- (обеззброїти), небез- (небезкорисний).

## Приклади

### У французькій мові
- Французьке слово docteur («лікар») походить від латинського слова doctor, що має те саме значення. Латинське слово утворено складанням кореня та суфіксу, що позначає професію або людину: doc + tor → doctor. Натомість у французькій мові межі морфем змістилися, і звук «t» приєднався до кореня: doct + eur → docteur.

### У російській мові
- Російське слово зонтик («парасоля») походить від запозиченого у XVIII ст. нідерландського слова zonnedek, яке дослівно означає «покрівля від сонця». Це слово було утворено у нідерландській мові шляхом основоскладання: zon («сонце») + dek («покришка») → zonnedek. Проте в російській мові відбувся перерозклад, і це слово було переосмислено як поєднання кореня та зменшувального суфікса: зонт + ик → зонтик. Далі шляхом відкидання зменшувального суфікса -ик у російській мові утворилося слово зонт («парасоля, велика парасоля»).